# Josef Bueb
Josef Anton Bueb (* 13. März 1897 in Breisach am Rhein; † 26. Oktober 1974 ebenda) war ein deutscher Kommunalpolitiker.

## Werdegang
Bueb entstammte einer alteingesessenen Breisacher Familie, deren Vorfahren sich bis um 1580 zurückverfolgen lassen. Von 1948 bis 1962 war er Bürgermeister der Stadt Breisach. In dieser Funktion erwarb er sich große Verdienste um den Wiederaufbau der zu 85 % kriegszerstörten Stadt. Er war Mitinitiator der völkerverbindenden Grünen Straße.

## Pflege der Alemannischen Mundart
Daneben trat er als Autor von alemannischen Gedichten und Liedertexten in Erscheinung und setzte sich für die alemannische Fastnacht ein.

## Veröffentlichungen
- 1959: Bißangeli (Gedichtband)
- 1968: Das Hirtenhorn ruft: "Die Stadt muß wiedererstehen"  (Erzählung über den Wiederaufbau Breisachs nach dem Zweiten Weltkrieg)

## Ehrungen
- 1952: Verdienstkreuz am Bande der Bundesrepublik Deutschland
- 1954: Verdienstkreuz 1. Klasse der Bundesrepublik Deutschland
- 1963: Ehrenbürger der Stadt Breisach am Rhein
- 1974: Benennung einer Straße in Breisach am Rhein in Josef-Bueb-Straße